# Chemische Berichte
Chemische Berichte (abrégé en Chem. Ber.) est une revue scientifique à comité de lecture, parue de 1868 à 1997, qui publie des articles dans tous les domaines de la chimie.

## Histoire
Au cours de son histoire, le journal a plusieurs fois changé de nom :
- Berichte der Deutschen chemischen Gesellschaft, 1868-1918  (ISSN 0365-9496)[2] ;
- Berichte der Deutschen chemischen Gesellschaft (A and B Series), 1919-1945  (ISSN 0365-947X et 0365-9488) ;
- Chemische Berichte, 1947-1996  (ISSN 0009-2940).

En 1997, Chemische Berichte, Liebigs Annalen et Recueil des Travaux Chimiques des Pays-Bas sont réunis dans Chemische Berichte/Recueil et Liebigs Annalen/Recueil.
En 1998, Chemische Berichte/Recueil est absorbé par l’European Journal of Inorganic Chemistry, créé par la fusion de divers journaux de chimie européens :
- Acta Chimica Hungarica, Models in Chemistry
- Anales de Química
- Bulletin des Sociétés Chimiques Belges
- Bulletin de la Société Chimique de France
- Chemische Berichte
- Chimika Chronika
- Gazzetta Chimica Italiana
- Polish Journal of Chemistry
- Recueil des Travaux Chimiques des Pays-Bas
- Revista Portuguesa de Química